# Resident Evil 2
Resident Evil 2, conegut al Japó com a Biohazard 2 (バイオハザード2), és un videojoc del gènere survival horror (terror i supervivència) creat i publicat originalment per Capcom per la PlayStation el 1998. És la segona part de la saga Resident Evil, i va ser posteriorment versionat per a Microsoft Windows, Nintendo 64, Dreamcast, Nintendo GameCube i Game.com.

## Història
La història comença el 29 de setembre de 1998, dos mesos després dels esdeveniments de la mansió Spencer en el Resident Evil original. Els zombis han envaït tot Raccoon City, perquè el T-Virus ha estat alliberat en el sistema d'embornals i transportat per les rates, que ho propaguen a tota la població humana. Mentre que el brot comença, dues figures apareixen en Raccoon City: Leon S. Kennedy, un oficial de policia novençà en el seu primer dia, i Claire Redfield, una estudiant universitària que busca al seu germà, Chris, de la unitat STARS. Leon i Claire, després de sofrir un accident, es veuen obligats a seguir diferents camins amb el mateix objectiu: lluitar a la seva manera a través de les hordes de zombis i escapar de la ciutat amb vida. Però hi ha una criatura molt més poderosa que un zombi normal aguaitant en les ombres, denominat Mr. X, una BOW (Biological Organic Weapon) de la Corporació Umbrella llançada des d'un helicòpter cap a la prefectura de policia amb l'objectiu de recuperar una mostra del G-Virus desenvolupat pel doctor William Birkin. La història es pot desenvolupar de 4 maneres diferents en entrellaçar-se els costats A i B d'ambdós personatges, Claire i Leon, en les parts finals i seqüències més substancioses. Solament en els costats B d'ambdós personatges es pot lluitar contra el BOW i es pot veure un dels finals «reals» (cap destacar que, segons el llibre publicat oficialment per Capcom, Resident Evil Archives, es prenen explícitament com a històries reals el costat A de Claire i el costat B de Leon). També es pot trobar un laboratori d'Umbrella, pel qual també passa Rebecca Chambers en Resident Evil 0.
Els personatges secundaris inclouen al Dr. William Birkin, el científic responsable d'acabar i propagar el virus; el cap de policia Brian Irons, operador interior d'Umbrella; una dona de trets orientals cridada Ada Wong, que proclama estar buscant al seu científic nuvi, John (després es va saber que ella treballava per a Albert Wesker i la seva missió era recollir una mostra del G-Virus); la filla de William, Sherry Birkin; la mare de Sherry, Annette Birkin; i Ben Bertolucci, reporter del periòdic local. Hi ha també un personatge secret anomenat Hunk (l'àlies del qual és Mr. Death). Hunk és part del desenvolupament normal del joc.

## Personatges
- Leon S. Kennedy: policia novençà de Raccoon Police Department (RPD) que es troba amb Claire Redfield i, junts, tracten d'escapar de la ciutat. Rep ajuda addicional d'Ada Wong en el transcurs del joc, qui ho salva d'una mort segura a les mans de Mr. X (un BOW humanoide). Al final del joc Ada li llança un llançacoets per eliminar a l'última forma de Mr. X i escapa amb Claire i Sherry en un tren; en aquests moments es troben amb la mutació final de William Birkin, que és eliminada, per fi, pel sistema de seguretat d'autodestrucció del tren i el laboratori. Aconsegueix escapar de Racoon City i s'uneix a un Grup antiterrorista on va a una missió a Sud-amèrica amb Jack Krauser en 2002, després, en 2004, formaria part del Servei Secret a cura de la família presidencial.

- Claire Redfield: germana de Chris Redfield, que arriba a Raccoon City buscant-ho. Es troba amb Leon, però se separen a causa de certs esdeveniments. Es troba amb Sherry, la filla de William i Annette, i intenta salvar-la per tots els mitjans. Al final, aconsegueix derrotar a la mutació de William i a Mr. X. Després d'això, Claire arriba a Rockfort Island, on continua la seva recerca de Chris i es desenvolupa Resident Evil Code: Veronica.

- Ada Wong: dona espia que va a Raccoon City a la recerca del seu desaparegut nuvi John. Vol parlar amb Ben, un periodista, per preguntar-li si ell sap on es troba. Ella ajuda a Leon en el transcurs del joc; ho salva de ser assassinat per Mr. X i aquest l'assassina a ella, suposadament; però no mor, ja que més tard reapareix proporcionant al jugador un llançacoets per derrotar a l'enemic i, a més, en Resident Evil: The Umbrella Chronicles i Resident Evil 4, es mostra com escapa de la ciutat: traeix a Wesker en ajudar a Leon, ja que ella treballa per a l'organització, amb Wesker. Ella tenia alguna cosa que ell volia, una mostra del G-Virus de William, i Wesker li diu com escapar de la ciutat en l'últim helicòpter, en el qual es troba a Spencer i Sergei pel projecte TALOS.

- Sherry Birkin: filla del científic capçalera d'Umbrella, William Birkin, i la seva esposa, Annette. Claire l'ajuda des que es coneixen, però no sempre ho aconsegueix amb èxit. És controlable en certes parts del joc. Dins del seu penjoll s'amaga una mostra del G-Virus. En un dels 4 escenaris del joc, el seu mutado pare la infecta en fecundar un embrió en el seu interior, però, finalment, aconsegueix escapar sana i estàlvia, amb Claire i Leon, gràcies als seus esforços. Posteriorment, Claire deixa en mans de Leon la cura de Sherry, perquè ella es dirigeix a París a la recerca de Chris, i Leon la deixa en un centre d'adopció perquè li van assignar una missió ultrasecreta. Wesker aprofita l'oportunitat i aconsegueix la seva tutela. Encara no se sap què succeeix, a partir d'aquest punt, amb Sherry.

- Ben Bertolucci: és periodista i un supervivent en Raccoon City, que s'amaga en els calabossos de la comissaria de policia. Va ser a la ciutat per escriure la història dels estranys esdeveniments que allí ocorren. Creient que allí tancat està fora de perill, Willam finalment ho troba i ho mata. Depenent de quin escenari s'estigui jugant, pot morir de dues maneres: primera, en l'escenari A de Leon, Willam li inocula un paràsit que creix dins del cos i acaba sorgint a l'exterior, partint-ho per la meitat; segona, d'alguna manera, Willam aconsegueix entrar al calabós i ho travessa amb les seves enormes arpes.

- Brian Irons: és el maníac cap de la policia de Raccoon City, que bloqueja totes les sortides perquè cap supervivent fuita. És un traïdor i té contactes directes amb Umbrella, Wesker i William. Assassina a la filla de l'alcalde, qui li havia confiat la seva protecció, per als seus malalts propòsits. Més tard, William ho mata i acaben les seves malifetes.

- Hunk: el seu àlies és Mr. Death. HUNK no és el seu nom, sinó el nom de l'equip ultrasecret que té la missió especial d'obtenir la mostra del G-Virus de William, però no comptaven que ell l'hi injectaria i els mataria a tots, excepte a Mr. Death, que aconsegueix salvar-se per la seva destresa. Existeix un minijoc que relata el que va succeir després, Resident Evil: The Umbrella Chronicles, on també es mostra com escapa de la ciutat.

- William Birkin: científic de capçalera d'Umbrella, desenvolupo el que faltava del T-Virus de James Marcus i, posteriorment a partir del T-Virus creo el G-Virus (God Virus). Després dels accidents de Resident Evil Zero i Resident Evil es dedica a experimentar amb el G-Virus en éssers vius, excepte en humans. En adonar-se que el seu virus anava a ser-li arrabassat per l'Equip USS d'Umbrella i a punt de morir, decideix injectar-li-ho i pensa que ell mateix serà l'experiment final, provocant una mutació massiva en el seu cos i donant com a resultat una criatura grotesca que aniquila a tot l'equip Hunk excepte a Mr.Death (Hunk). Assassina a la seva esposa Annette i persegueix en diverses parts del joc a Leon i Claire. Té 5 mutacions diferents: la primera, meitat humà meitat monstre, té una gran arpa i un ull en el seu braç dret; la segona, muta a cos complet amb arpes en ambdues mans i li creix un segon cap; la tercera, li surten 2 braços addicionals i es converteixen també en arpes; la quarta, les arpes addicionals se li desplacen al pit, convertint-se en espines gruixudes, i la seva manera de locomoció canvia a 4 punts de suport; en la cinquena ja és una enorme massa amorfa formada per arpes, tentacles, espines i ullals.

- Annette Birkin: l'esposa de William, es passa el joc tractant de protegir la seva filla Sherry i el G-Virus del seu marit, però, al final, no aconsegueix cap dels dos. De vegades ajuda al jugador, però també sol provocar situacions compromeses. Sembla que va quedar traumatitzada per tot el que va succeir, perquè es comporta de manera compulsiva i desconfiada en extrem.

- Robert Kendo: propietari d'una tenda d'armes que és assassinat per un grup de zombis a l'inici del joc. Pel que diu una nota, es pot suposar que és amic de Barry Burton. Nota: En Resident Evil 3 en l'oficina dels STARS es troba un document de la pistola M92F especial per STARS creada per ell.

## Versió cancel·lada
Abans que Resident Evil 2 veiés la llum es desenvolupava el denominat Resident Evil 1.5, el qual va haver d'haver estat la seqüela original del primer Resident Evil. Aquesta versió mostrava com a protagonistes al mateix Leon S. Kennedy (jugant el mateix paper de policia novençà en el seu primer dia) i a Elza Walker (una estudiant universitària llicenciada en química i aficionada a les motocicletes) substituint a Claire Redfield. No obstant això, Yoshi Okamoto, director executiu de Capcom, va deixar la companyia, la qual cosa va obligar a Hideki Kamiya (encarregat de la realització) a cancel·lar-ho i començar des de zero, donant com a resultat la versió definitiva de Resident Evil 2.

## Versions alternatives
Igual que l'original Resident Evil, Resident Evil 2 ha estat publicat diverses vegades en diferents plataformes, i amb cada llançament es va agregar nou contingut i característiques que no es trobaven en versions prèvies. El que segueix és una breu descripció de cada versió i les característiques que la fa única. L'última ha sortit en GameCube, una versió molt fidel a la de PlayStation, amb poques millores gràfiques (per al disgust dels afeccionats, que esperaven alguna cosa similar al remake que va tenir el primer).

### Game.com
A diferència d'altres versions de Resident Evil 2, la versió per Game.com no és com la que va sortir para PlayStation. En el seu lloc, és un joc totalment diferent, fet específicament per a l'ús de Game.com i les seves especificacions, perceptiblement més baixes que les de PlayStation, així com les seves capacitats de touchscreen.
Aquesta versió està molt limitada a causa de les característiques de Game.com, i molts seguidors (els qui estaven assabentats de la seva propera sortida al mercat) es van sorprendre que Capcom llancés un joc de tan mala qualitat. Els controls estan limitats, no existeixen rutines que controlin la detecció de cops, el joc és ridículament curt i no hi ha cap recompensa per acabar joc.

## Resident Evil 2 - Remake
Es van especular rumors sobre un possible remake (similar a una versió moderna) de Resident Evil 2. Després, durant una entrevista a Jun Takeuchi (productor de Resident Evil 5), ell va comentar que li agradaria treballar en un remake d'aquest videojoc en el futur. El representant de Capcom es va dedicar a contestar preguntes sobre el futur de la companyia i dels propers projectes que li formulaven els fans: «Un, amant del gènere de zombis, va voler cerciorar-se sobre els rumors que portaven dies solcant Internet i que situaven a Capcom en el desenvolupament d'un remake de Resident Evil 2. La resposta, lluny de desmentir el rumor, animava a especular: ?Estigues atent; entenem perfectament que aquest tipus de jocs (com Resident Evil 2) són veritables clàssics. D'aquí a una mica farem alguns anuncis sobre aquest tema i segur que et van a interessar molt?».

## Armes
- Ganivet: arma blanca simple de combat. És poc útil i només hauria d'usar-se quan un es queda sense munició. Ho porten Claire i Leon des del principi.

- Pistola H&K VP70 (pistola de Leon): fabricat per Heckler & Koch Inc., Alemanya. El seu carregador admet fins a 18 beles 9mm Parabellum; només és útil contra zombis i enemics menors. És la pistola que usa Leon des del principi.

- Pistola Browning HP (pistola de Claire): fabricada per FN Inc., Bèlgica. El seu carregador admet fins a 13 beles 9mm Parabellum; només és útil contra zombis i enemics menors. L'aconsegueix Claire quan intenten escapar en el cotxe de policia, al començament.

- Remington M1100-P: escopeta; és una versió més petita de la M1100, amb canó retallat. Utilitza fins a 5 cartutxos de calibre 12 i és pràctica contra zombis i lickers. La troba Leon en el cos de Kendo o en l'oficina de STARS (costat A) o en la taula en l'entrada de la comissaria (costat B).

- Ballesta: una potent ballesta, empleada principalment per a la caça major. Dispara tres fletxes alhora d'un carregador de 18; només és útil contra zombis, corbs i enemics menors. La troba Claire en el cos de Kendo o dins de l'habitació que es troba darrere de la comissaria, en l'entrada secundària (costat A) o en l'oficina de STARS (costat B).

- Revòlver Magnum: una pistola de gran calibre; d'IMI Inc., Israel. El seu carregador admet fins a 8 potents bales DOT50A.I. i és capaç de tombar en pocs trets a la majoria d'enemics. La troba Leon a l'habitació del guarda (costat A) o en l'oficina de STARS (costat B).

- Llançagranades: la culata retallada causa una major reculada. Fabricada en Estats Units. Pot utilitzar tres tipus de munició, àcida, incendiària i explosiva, i la seva utilitat depèn del tipus emprat. La troba Claire en l'oficina de STARS (costat A) o en la taula en l'entrada de la comissaria (costat B).

- Metralladora MAC11: fabricat per Military Armorment Inc. Utilitza cartutxos DOT380 i és útil contra tot tipus d'enemic. La poden aconseguir Leon i Claire en el magatzem d'armes. També s'obté, amb munició infinita, completant el joc en menys de 3 hores amb rang A o B.

- Llançaflames: arma que utilitza combustible químic fabricat per Umbrella Inc. que arriba des d'un petit cartutx. Té un rang d'abast molt curt i s'esgota ràpidament, però és útil contra les BOW que s'assemblen a plantes carnívores enormes. Ho troba Leon a la sala d'experimentació 1 del laboratori B4.

- Llançadescàrregues: arma usada per repel·lir als animals experimentals. Es carrega amb cartutxos elèctrics i té un rang de 10 peus. Si es dispara de forma repetida contra un enemic pot causar-se-li la mort. Molt útil contra la segona mutació de Birkin. La troba Claire en arribar a la fàbrica abandonada B1, en el cos d'un mort.

- Pistola H&K VP70 personalitzada: Pistola H&K VP70 millorada amb un agafador de culata i més mecanismes. Capaç de disparar tres bales seguides. Permet escollir entre les maneres automàtic i manual. Eficaç contra els zombis. Leon troba les peces per acoblar-les-hi a la pistola en un calaix, en el segon pis de la comissaria, al costat de la biblioteca.

- Remington M1100-P personalitzada: escopeta Remington M1100-P millorada; a grandària real, semiautomàtica. El canó més llarg produeix trets més concentrats. Especialment útil per atacar a grups de zombis i a altres enemics de grandària moderada. Leon troba les peces per acoblar-les-hi a l'escopeta en arribar a la fàbrica abandonada B1, en el cos d'un mort.

- Revòlver Magnum personalitzat: amb canó acoblat de 10 polzades, col·locat en D.I. 50A.I. Pot disparar bales D0T50A. I amb major potència. És més silenciosa i poderosa que el revòlver Magnum normal. Capaç de volar-li el cap a un grup de zombis alhora. Leon troba les peces per acoblar dins d'un armari tancat amb clau, en el laboratori B5.

- Llançacoets: és l'arma més poderosa del joc; un tret d'aquesta arma podria matar a qualsevol enemic. S'aconsegueix quan es lluita contra la mutació de Mr. X (ho proporciona Ada). També es pot obtenir, amb munició infinita, si es completa el joc en menys de 2 hores i mitja amb rang A o B.

- Gatling: molt potent; polvoritza centenars de bales sobre els objectius en pocs segons. El seu únic defecte és que per començar a disparar ha de girar abans uns instants, per la qual cosa la seva rapidesa d'atac es ressent lleugerament. Es pot aconseguir, amb munició infinita, si es completa el joc en menys de 2 hores i mitja amb rang A o B.

- Colt SSA: el seu tambor admet fins a 6 bales de 9mm Parabellum. La seva potència de foc s'assembla a la d'una pistola comuna. La pot aconseguir Claire quan canvia de vestuari, després d'aconseguir la clau del cadàver de Brad zombi (s'ha d'arribar a l'entrada de la comissaria sense recollir cap objecte perquè Brad zombi estigui allí).